# Folies Bergère

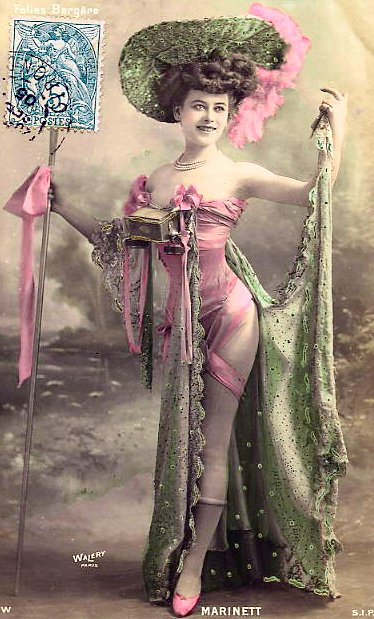
Kosztüm, 1900 körül

A Folies Bergère egy párizsi varieté, amely igen nagy népszerűségnek, és hírnévnek örvendett az 1890-es évektől.

## Története
A 32 rue Richer alatt található, amit Plumeret építész operaháznak épített, a londoni Alhambra varieté mintájára.
1869. május 2-án nyílt meg Folies Trévise névvel, étkezéssel egybekötött operettekkel, vígoperával, népszerű dalokkal, és tornával. 
A francia „folies” szó, a latin folia (levelek) szóból származik, ami egy szabadtéri szórakozóhely ötletét jelenti, és egy szomszédos utca nevével párosították, a rue de Trévise- ével. (A varieté a rue Richer és a rue de Trévise kereszteződésében áll.)
De Duc de Trévise – egy jelentős nemesember – nem akarta, hogy a neve egy erkölcstelen táncteremmel legyen kapcsolatba hozva, így 1873. szeptember 13-án átkeresztelték Folies Bergère-re, egy másik, közeli utca után (rue Bergère).
A Folies Bergère kiszolgálta a közönség igényeit. A műsorokat bonyolult viseletek jellemezték; a nők gyakran meztelenül voltak.
Az 1890-es évek elején az amerikai táncosnő, Loïe Fuller főszerepben játszott a Folies Bergère-ben. Majd harminc évvel később, 1926-ban, Josephine Baker, az afroamerikai énekesnő, és házigazda frivol táncával vált éjjeli szenzációvá a Folies Bergère-ben, amelyben mindössze egy banánokból készült szoknyát hordott.
Michel Gyarmathy (eredeti neve: Ehrenfeld Miklós) 1933-tól a Folies-Bergère-ben dolgozott mint grafikus, díszlet- és jelmeztervező, rendező, művészeti igazgató; és részvényes is.